# سفارة أذربيجان في المكسيك
سفارة أذربيجان في المكسيك هي أرفع تمثيل دبلوماسي لدولة أذربيجان لدى المكسيك. تقع السفارة في مدينة مكسيكو وهي تهدف لتعزيز المصالح الأذربيجانية في المكسيك.

## وصلات خارجية
- قائمة سفارات أذربيجان
- قائمة السفارات في المكسيك